# Zeuna Stärker
Zeuna Stärker (ZS) war ein deutsches Unternehmen der Automobilzulieferindustrie, das 2003 in den amerikanischen ArvinMeritor-Konzern eingegliedert wurde.
Gegründet 1875 vom Schmiedemeister Wilhelm Zeuner in Augsburg, wurde das Unternehmen 1910 von Friedrich Stärker gekauft, neuer Unternehmensname wurde Zeuna Stärker. 1970 begann die Entwicklung von Abgassystemen für die Automobilindustrie, zwischen 1990 und 1998 wurden zahlreiche Tochterunternehmen beispielsweise in Italien, Ungarn, Südafrika und den USA gegründet. Seit 1998 gab es ein Kooperationsabkommen mit ArvinMeritor, die zunächst 49 % der Anteile an Zeuna Stärker übernahmen. 2002 wurde Zeuna Stärker dann vollständig übernommen und in die Sparte PKW-Systeme/Abgasanlagen von ArvinMeritor eingegliedert.
Vor seiner Übernahme erzielte das Unternehmen mit 1.500 Mitarbeitern 530 Mio. Euro Umsatz (2001). Im Mai 2007 wurde Zeuna Stärker als Teil der „Emissions Technologies business group“ in das Unternehmen EMCON Technologies als Spin-off überführt. EMCON-Eigentümer war OEP, eine Private-Equity-Investment-Gesellschaft mit Sitz in New York.
Heute gehören die ehemaligen ZS-Werke nach einer erneuten Übernahme 2010 zum Faurecia-Konzern.